# Кифер, Ли
Ли Кифер (англ. Lee Kiefer, род. 15 июня 1994 года) — американская фехтовальщица на рапирах, трёхкратная олимпийская чемпионка, трёхкратная чемпионка мира, многократная чемпионка Панамериканских игр и Панамерикансих чемпионатов.

## Биография
Родилась в 1994 году в Кливленде, имеет филиппинское происхождение; выросла в Лексингтоне (штат Кентукки).
С 2010 года ежегодно выигрывала Панамериканский чемпионат. В 2011 году завоевала бронзовую медаль чемпионата мира и две золотых медали Панамериканских игр. В 2012 году приняла участие в Олимпийских играх в Лондоне, где стала 5-й в личном первенстве, и 6-й — в командном.
В 2017 году Ли стала серебряным призёром чемпионата мира в командной рапире.

## Личная жизнь
- Замужем за американским фехтовальщиком Гереком Мейнхардтом[2].